# Homalomena consobrina
Homalomena consobrina är en kallaväxtart som först beskrevs av Heinrich Wilhelm Schott, och fick sitt nu gällande namn av Adolf Engler. Homalomena consobrina ingår i släktet Homalomena och familjen kallaväxter. Inga underarter finns listade.